# Standard Luik in het seizoen 2014/15
Standard Luik in het seizoen 2014/15.

## Selectie
| Nr.           | Naam                 | Nationaliteit           | Geboortedatum | Vorige club                   |
| ------------- | -------------------- | ----------------------- | ------------- | ----------------------------- |
| Keepers       |                      |                         |               |                               |
| 1             | Eiji Kawashima       | Japan                   | 20-03-1983    | 2010-2012 Lierse SK           |
| 16            | Yohann Thuram        | Frankrijk               | 31-10-1988    | 2014 Charlton Athletic        |
| 28            | Guillaume Hubert     | België                  | 11-01-1994    | 2015 Sint-Truidense VV        |
| 29            | Lucas Pirard         | België                  | 10-03-1995    | /                             |
| Verdedigers   |                      |                         |               |                               |
| 3             | Corentin Fiore       | België                  | 24-03-1995    | /                             |
| 5             | Jorge Teixeira       | Portugal                | 27-08-1986    | 2013-2014 FC Zürich           |
| 6             | Laurent Ciman        | België                  | 06-08-1985    | 2009-2010 KV Kortrijk         |
| 8             | Ronnie Stam          | Nederland               | 18-06-1984    | 2010-2013 Wigan Athletic      |
| 13            | Alexander Scholz     | Denemarken              | 24-10-1992    | 2013-2015 KSC Lokeren         |
| 19            | Damien Dussaut       | Frankrijk               | 08-11-1994    | 2013-2014 Valenciennes        |
| 20            | Ali Yasar            | Turkije / België        | 08-03-1995    | /                             |
| 27            | Darwin Andrade       | Colombia                | 11-02-1991    | 2014 Újpest FC                |
| 30            | Samy Mmaee           | België                  | 08-09-1996    | /                             |
| 36            | Dino Arslanagic      | België                  | 24-04-1993    | /                             |
| 37            | Jelle Van Damme      | België                  | 03-09-1983    | 2010 Wolverhampton Wanderers  |
| 66            | Martin Milec         | Slovenië                | 20-09-1991    | 2010-2014 NK Maribor          |
| Middenvelders |                      |                         |               |                               |
| 4             | Ricardo Faty         | Senegal                 | 04-08-1986    | 2010-2014 Aris Thessaloniki   |
| 11            | Jonathan Viera       | Spanje                  | 21-10-1989    | 2013-2014 Rayo Vallecano      |
| 11            | Jiloan Hamad         | Azerbeidzjan / Zweden   | 06-11-1990    | 2013-2015 Hoffenheim          |
| 15            | Julien De Sart       | België                  | 23-12-1994    | /                             |
| 21            | Eyong Enoh           | Kameroen                | 23-03-1986    | 2014 Antalyaspor              |
| 23            | Adrien Trebel        | Frankrijk               | 10-03-1991    | 2011-2014 FC Nantes           |
| 30            | Jonathan Legear      | België                  | 13-04-1987    | 2014-2015 Blackpool FC        |
| 33            | Mehdi Carcela        | Marokko / België        | 01-07-1989    | 2011-2013 Anzji Machatsjkala  |
| 40            | Paul-José Mpoku      | Congo-Kinshasa / België | 19-04-1992    | 2010-2011 Leyton Orient       |
| 45            | François Marquet     | België                  | 17-04-1995    | /                             |
| 48            | Reda Jaadi           | Marokko / België        | 14-02-1995    | /                             |
| 53            | Deni Milošević       | Servië / België         | 09-03-1989    | /                             |
| 63            | Geoffrey Mujangi Bia | Congo-Kinshasa / België | 12-08-1989    | 2012-2013 Watford FC          |
| 67            | Tortol Lumanza       | Congo-Kinshasa / België | 13-04-1994    | 2013-2014 Sint-Truidense VV   |
| Aanvallers    |                      |                         |               |                               |
| 9             | Vinícius Araújo      | Brazilië                | 22-02-1993    | 2014 Valencia                 |
| 10            | Igor de Camargo      | Brazilië / België       | 12-05-1983    | 2013 TSG 1899 Hoffenheim      |
| 14            | Yuji Ono             | Japan                   | 22-12-1992    | 2010-2012 Yokohama F. Marinos |
| 25            | Jeff Louis           | Haïti                   | 08-08-1992    | 2012-2014 AS Nancy            |
| 32            | Tony Watt            | Schotland               | 29-12-1993    | 2013-2014 Lierse SK           |
| 39            | Imoh Ezekiel         | Nigeria                 | 24-10-1993    | 2014 Al-Arabi                 |
| 97            | Ryan Mmaee           | België                  | 01-11-1997    | /                             |

- Kanu verbrak in de zomer van 2014 eenzijdig zijn contract. Die beslissing werd door de club met succes aangevochten. Nadien werd de speler op non-actief geplaatst. In de winterperiode werd hij vervolgens verkocht aan Vitória SC.
- Imoh Ezekiel werd in de zomer verkocht aan Al-Arabi. Tijdens de winterperiode werd hij op huurbasis terug naar Sclessin gehaald.

### Technische staf
| Functie         | Naam             | Nationaliteit      | Opmerking                                                             |
| --------------- | ---------------- | ------------------ | --------------------------------------------------------------------- |
| Coach           | José Riga        | België             | Hoofdcoach vanaf 2 februari 2015.                                     |
| Coach           | Guy Luzon        | Israël             | Opgestapt op 20 oktober 2014.                                         |
| Assistent-coach | Ivan Vukomanović | Servië             | Hoofdcoach van 20 oktober 2014 tot 2 februari 2015. Nadien opgestapt. |
| Assistent-coach | David Martane    | Frankrijk / Israël |                                                                       |
| Assistent-coach | Etienne Delangre | België             | Vanaf 26 november 2014.                                               |
| Keeperstrainer  | Jos Beckx        | België             |                                                                       |

## Bestuur
| Functie                  | Naam              | Nationaliteit | Opmerking                |
| ------------------------ | ----------------- | ------------- | ------------------------ |
| Voorzitter / Eigenaar    | Roland Duchâtelet | België        |                          |
| Vicevoorzitter           | Bruno Venanzi     | België        | Vanaf 17 november 2014.  |
| Hoofd jeugdopleiding     | Christophe Dessy  | België        |                          |
| Sportief raadgever       | Axel Lawarée      | België        | Vanaf 3 november 2014.   |
| Marketing & Communicatie | Bob Claes         | België        |                          |
| Hoofd scouting           | Marc Van Osselaer | België        | Ontslagen in april 2015. |

## Uitrustingen
Shirtsponsor(s): BASE / VOO

Sportmerk: Joma
| Thuis | Uit | Doelman | Doelman |  |

## Transfers

### Zomer

#### Inkomend
- Jorge Teixeira (FC Zürich)
- Adrien Trebel (FC Nantes)
- Martin Milec (NK Maribor)
- Tony Watt (Celtic FC)
- Jeff Louis (AS Nancy)
- Darwin Andrade (Újpest FC) (huur)
- Reda Jaadi (CS Visé) (einde huur)
- Ricardo Faty (Ajaccio)
- Damien Dussaut (Valenciennes)
- Vinícius Araújo (Valencia) (huur)
- Eyong Enoh (Antalyaspor)
- Jonathan Viera (Valencia)
- Alassane Diallo (KAS Eupen)
- Jonathan Okita (AFC Tubize)

#### Uitgaand
- Daniel Opare (FC Porto)
- Ibrahima Cissé (KV Mechelen)
- Yoni Buyens (Charlton Athletic)
- William Vainqueur (Dinamo Moskou)
- Michy Batshuayi (Olympique Marseille)
- Pierre-Yves Ngawa (Lierse SK)
- Tal Ben-Haim (Charlton Athletic)
- George Țucudean (Charlton Athletic)
- Imoh Ezekiel (Al-Arabi)
- Frédéric Bulot (Charlton Athletic) (huur)
- Dudu Biton (Újpest FC) (huur)
- Yannis Mbombo (AJ Auxerre) (huur)
- Alassane Diallo (KVC Westerlo) (huur)
- Merveille Goblet (AFC Tubize) (huur)
- Anıl Koç (Sint-Truidense VV) (huur)
- Alpaslan Öztürk (Kasımpaşa SK) (huur)
- Anthony Moris (contract verbroken)

### Winter

#### Inkomend
- Alexander Scholz (KSC Lokeren)
- Imoh Ezekiel (Al-Arabi) (huur)
- Jiloan Hamad (Hoffenheim) (huur)
- Jonathan Legear (Blackpool) (contract verbroken)

#### Uitgaand
- Jonathan Viera (Las Palmas) (huur)
- Guillaume Hubert (Sint-Truidense VV) (huur)
- François Marquet (PSV) (huur)
- Tony Watt (Charlton Athletic)
- Kanu (Vitória SC)
- Kensuke Nagai (Nagoya Grampus)
- Laurent Ciman (Montreal Impact)
- Paul-José Mpoku (Cagliari) (huur)
- Astrit Ajdarević (Helsingborgs IF) (huur)

## Jupiler Pro League

### Wedstrijden
| Wedstrijddetails                                              | Thuisploeg                                                | Uitslag                         | Uitploeg                                                                | Opstelling | Kaarten                                                               |
| ------------------------------------------------------------- | --------------------------------------------------------- | ------------------------------- | ----------------------------------------------------------------------- | --- | --------------------------------------------------------------------- |
| Heenronde                                                     |                                                           |                                 |                                                                         | |                                                                       |
| 25 juli 2014 20:45 Stade Maurice Dufrasne Luik                | Standard Luik                                             | 3-0                             | Sporting Charleroi                                                      | Kawashima Stam, Teixeira, Arslanagic, Van Damme Mujangi Bia, Lumanza (74' Ajdarevic), Marquet, Carcela (78' Mbombo) Ezekiel, De Camargo (89' S. Mmaee) |                                                                       |
| 25 juli 2014 20:45 Stade Maurice Dufrasne Luik                | 14' Mujangi Bia 20' Mujangi Bia 57' Carcela               | 1-0 2-0 3-0                     |                                                                         | Kawashima Stam, Teixeira, Arslanagic, Van Damme Mujangi Bia, Lumanza (74' Ajdarevic), Marquet, Carcela (78' Mbombo) Ezekiel, De Camargo (89' S. Mmaee) |                                                                       |
| 2 augustus 2014 18:00 Guldensporenstadion Kortrijk            | KV Kortrijk                                               | 2-3                             | Standard Luik                                                           | Kawashima Milec, S. Mmaee, Arslanagic, Yasar (46' Van Damme) Milosevic (46' Mujangi Bia), Ciman, Lumanza, Mpoku (65' Watt) Mbombo, Ajdarevic           | 40' Mpoku                                                             |
| 2 augustus 2014 18:00 Guldensporenstadion Kortrijk            | 14' Tomasevic 68' De Mets                                 | 1-0 1-1 1-2 2-2 2-3             | 38' Ajdarevic 47' Mbombo 89' Mujangi Bia                                | Kawashima Milec, S. Mmaee, Arslanagic, Yasar (46' Van Damme) Milosevic (46' Mujangi Bia), Ciman, Lumanza, Mpoku (65' Watt) Mbombo, Ajdarevic           | 40' Mpoku                                                             |
| 10 augustus 2014 14:30 Stade Maurice Dufrasne Luik            | Standard Luik                                             | 0-1                             | AA Gent                                                                 | Kawashima Stam, Teixeira, Arslanagic, Van Damme Marquet (86' Milosevic), Lumanza (46' Ajdarevic), Ciman, Mpoku Mbombo, De Camargo                      |                                                                       |
| 10 augustus 2014 14:30 Stade Maurice Dufrasne Luik            |                                                           | 0-1                             | 16' Depoitre                                                            | Kawashima Stam, Teixeira, Arslanagic, Van Damme Marquet (86' Milosevic), Lumanza (46' Ajdarevic), Ciman, Mpoku Mbombo, De Camargo                      |                                                                       |
| 15 augustus 2014 18:00 Le Canonnier Moeskroen                 | Mouscron-Péruwelz                                         | 5-2                             | Standard Luik                                                           | Kawashima S. Mmaee, Ciman, Arslanagic, Van Damme Ajdarevic (61' Louis), Marquet (46' Mpoku), Lumanza (78' Teixeira), Mbombo Watt, De Camargo           | 47' S. Mmaee                                                          |
| 15 augustus 2014 18:00 Le Canonnier Moeskroen                 | 19' Diaby 22' Badri 33' Diaby 66' Delacourt 86' Badri     | 0-1 1-1 2-1 3-1 3-2 4-2 5-2     | 12' De Camargo 42' Watt                                                 | Kawashima S. Mmaee, Ciman, Arslanagic, Van Damme Ajdarevic (61' Louis), Marquet (46' Mpoku), Lumanza (78' Teixeira), Mbombo Watt, De Camargo           | 47' S. Mmaee                                                          |
| 23 augustus 2014 18:00 Stade Maurice Dufrasne Luik            | Standard Luik                                             | 2-2                             | KVC Westerlo                                                            | Kawashima Ciman, Arslanagic (46' Lumanza), Teixeira, Van Damme Mujangi Bia (58' Watt), Faty, Trebel, Mpoku Louis, De Camargo                           | 7' Faty 67' Trebel 90+2' Van Damme                                    |
| 23 augustus 2014 18:00 Stade Maurice Dufrasne Luik            | 17' Louis 56' De Camargo                                  | 0-1 1-1 1-2 2-2                 | 5' Gounongbe 34' Gounongbe                                              | Kawashima Ciman, Arslanagic (46' Lumanza), Teixeira, Van Damme Mujangi Bia (58' Watt), Faty, Trebel, Mpoku Louis, De Camargo                           | 7' Faty 67' Trebel 90+2' Van Damme                                    |
| 31 augustus 2014 18:00 Daknamstadion Lokeren                  | KSC Lokeren                                               | 1-1                             | Standard Luik                                                           | Kawashima Milec, Ciman, Teixeira, Van Damme Mujangi Bia, Faty, Trebel, Mpoku Louis (44' Watt)(57' Arslanagic), De Camargo (70' Vinícius)               | 12' Milec 37' Trebel 55' Milec 90+3' Van Damme                        |
| 31 augustus 2014 18:00 Daknamstadion Lokeren                  | 87' Leye                                                  | 0-1 1-1                         | 7' De Camargo                                                           | Kawashima Milec, Ciman, Teixeira, Van Damme Mujangi Bia, Faty, Trebel, Mpoku Louis (44' Watt)(57' Arslanagic), De Camargo (70' Vinícius)               | 12' Milec 37' Trebel 55' Milec 90+3' Van Damme                        |
| 13 september 2014 20:30 Stade Maurice Dufrasne Luik           | Standard Luik                                             | 3-5                             | KV Oostende                                                             | Kawashima Ono, Ciman, Teixeira, Van Damme Mujangi Bia, Faty (53' De Sart), Trebel (83' Watt), Mpoku (54' Carcela) Louis, De Camargo                    | 39' De Camargo 64' Teixeira 86' Louis 88' Van Damme 90+4' Mujangi Bia |
| 13 september 2014 20:30 Stade Maurice Dufrasne Luik           | 26' Louis 60' De Camargo 77' Mujangi Bia                  | 1-0 1-1 1-2 2-2 2-3 2-4 3-4 3-5 | 48' Coulibaly 51' Siani 65' De Sart (own) 71' Canesin 90+2" De Schutter | Kawashima Ono, Ciman, Teixeira, Van Damme Mujangi Bia, Faty (53' De Sart), Trebel (83' Watt), Mpoku (54' Carcela) Louis, De Camargo                    | 39' De Camargo 64' Teixeira 86' Louis 88' Van Damme 90+4' Mujangi Bia |
| 21 september 2014 14:30 Freethiel Beveren                     | Waasland-Beveren                                          | 0-2                             | Standard Luik                                                           | Kawashima Milec, Ciman, Teixeira, Andrade Carcela (80' Ono), De Sart, Faty, Mpoku Vinícius (68' Watt), Viera (59' Louis)                               | 26' Mpoku 42' Faty                                                    |
| 21 september 2014 14:30 Freethiel Beveren                     |                                                           | 0-1 0-2                         | 52' Teixeira 83' Mpoku                                                  | Kawashima Milec, Ciman, Teixeira, Andrade Carcela (80' Ono), De Sart, Faty, Mpoku Vinícius (68' Watt), Viera (59' Louis)                               | 26' Mpoku 42' Faty                                                    |
| 28 september 2014 18:00 Stade Maurice Dufrasne Luik           | Standard Luik                                             | 2-2                             | Lierse SK                                                               | Kawashima Milec, Ciman, Teixeira, Van Damme Ono (82' Viera), Faty (58' De Sart), Trebel, Mpoku Watt (61' Louis), De Camargo                            | 36' Van Damme 82' Van Damme                                           |
| 28 september 2014 18:00 Stade Maurice Dufrasne Luik           | 35' Van Damme 45+1' Van Damme                             | 1-0 2-0 2-1 2-2                 | 68' Ngawa 90' Vellios                                                   | Kawashima Milec, Ciman, Teixeira, Van Damme Ono (82' Viera), Faty (58' De Sart), Trebel, Mpoku Watt (61' Louis), De Camargo                            | 36' Van Damme 82' Van Damme                                           |
| 5 oktober 2014 14:30 Jan Breydelstadion Brugge                | Club Brugge                                               | 3-0                             | Standard Luik                                                           | Kawashima Milec, Arslanagic (82' De Sart), Ciman, Andrade Trebel, Faty, Enoh, Mpoku (73' Mujangi Bia) Louis, De Camargo (73' Vinícius)                 | 9' Faty 11' Enoh 18' Mpoku 30' Milec 90' Louis                        |
| 5 oktober 2014 14:30 Jan Breydelstadion Brugge                | 28' Simons 90+1' Simons 90+6' Castillo                    | 1-0 2-0 3-0                     |                                                                         | Kawashima Milec, Arslanagic (82' De Sart), Ciman, Andrade Trebel, Faty, Enoh, Mpoku (73' Mujangi Bia) Louis, De Camargo (73' Vinícius)                 | 9' Faty 11' Enoh 18' Mpoku 30' Milec 90' Louis                        |
| 19 oktober 2014 14:30 Stade Maurice Dufrasne Luik             | Standard Luik                                             | 1-2*                            | Zulte Waregem                                                           | Kawashima Milec, Teixeira, Ciman, Van Damme Trebel, De Sart, Mpoku Viera (57' De Camargo), Vinícius (69' Watt), Mujangi Bia (78' Ono)                  | 17' Trebel 66' Milec 68' Teixeira 76' Mpoku                           |
| 19 oktober 2014 14:30 Stade Maurice Dufrasne Luik             | 89' Mpoku                                                 | 0-1 0-2 1-2                     | 20' Bongonda 87' Troisi                                                 | Kawashima Milec, Teixeira, Ciman, Van Damme Trebel, De Sart, Mpoku Viera (57' De Camargo), Vinícius (69' Watt), Mujangi Bia (78' Ono)                  | 17' Trebel 66' Milec 68' Teixeira 76' Mpoku                           |
| 26 oktober 2014 18:00 Constant Vanden Stockstadion Anderlecht | RSC Anderlecht                                            | 0-2                             | Standard Luik                                                           | Thuram Milec, Teixeira, Ciman, Andrade Mpoku, Faty, Trebel (71' De Sart), Mujangi Bia (68' Ono) De Camargo, Louis (87' Watt)                           | 23' Louis 70' Teixeira                                                |
| 26 oktober 2014 18:00 Constant Vanden Stockstadion Anderlecht |                                                           | 0-1 0-2                         | 79' Teixeira 89' Mpoku                                                  | Thuram Milec, Teixeira, Ciman, Andrade Mpoku, Faty, Trebel (71' De Sart), Mujangi Bia (68' Ono) De Camargo, Louis (87' Watt)                           | 23' Louis 70' Teixeira                                                |
| 29 oktober 2014 20:30 Jan Breydelstadion Brugge               | Cercle Brugge                                             | 0-1                             | Standard Luik                                                           | Thuram Ciman, Teixeira (57' Lumanza), Arslanagic, Andrade Mujangi Bia, De Sart, Faty, Mpoku De Camargo (46' Watt), Louis (88' Vinícius)                | 78' Ciman                                                             |
| 29 oktober 2014 20:30 Jan Breydelstadion Brugge               |                                                           | 0-1                             | 88' Watt                                                                | Thuram Ciman, Teixeira (57' Lumanza), Arslanagic, Andrade Mujangi Bia, De Sart, Faty, Mpoku De Camargo (46' Watt), Louis (88' Vinícius)                | 78' Ciman                                                             |
| 1 november 2014 18:00 Stade Maurice Dufrasne Luik             | Standard Luik                                             | 2-0                             | KV Mechelen                                                             | Thuram Milec, Ciman, Arslanagic, Van Damme Mujangi Bia, Enoh, Lumanza (74' Faty), Mpoku (84' Ono) De Camargo (61' Watt), Louis                         |                                                                       |
| 1 november 2014 18:00 Stade Maurice Dufrasne Luik             | 20' De Camargo 50' Mpoku                                  | 1-0 2-0                         |                                                                         | Thuram Milec, Ciman, Arslanagic, Van Damme Mujangi Bia, Enoh, Lumanza (74' Faty), Mpoku (84' Ono) De Camargo (61' Watt), Louis                         |                                                                       |
| 9 november 2014 20:00 Cristal Arena Genk                      | KRC Genk                                                  | 0-2                             | Standard Luik                                                           | Thuram Milec (82' Ono), Ciman, Arslanagic, Andrade Mujangi Bia, Enoh (65' Trebel), Lumanza (72' Faty), Mpoku De Camargo, Louis                         | 59' Mujangi Bia 66' Lumanza 78' Milec                                 |
| 9 november 2014 20:00 Cristal Arena Genk                      |                                                           | 0-1 0-2                         | 13' Mpoku 90+7' Mujangi Bia                                             | Thuram Milec (82' Ono), Ciman, Arslanagic, Andrade Mujangi Bia, Enoh (65' Trebel), Lumanza (72' Faty), Mpoku De Camargo, Louis                         | 59' Mujangi Bia 66' Lumanza 78' Milec                                 |
| Terugronde                                                    |                                                           |                                 |                                                                         | |                                                                       |
| 23 november 2014 14:30 Albertparkstadion Oostende             | KV Oostende                                               | 3-2                             | Standard Luik                                                           | Thuram Milec, Ciman, Arslanagic, Van Damme Mujangi Bia, Faty (61' De Sart), Trebel (75' Lumanza), Mpoku De Camargo, Louis (78' Watt)                   | 8' Thuram 63' Trebel 76' De Sart 89' Arslanagic                       |
| 23 november 2014 14:30 Albertparkstadion Oostende             | 9' Siani 56' Coulibaly 83' Siani                          | 1-0 1-1 2-1 2-2 3-2             | 36' De Camargo 61' Mujangi Bia                                          | Thuram Milec, Ciman, Arslanagic, Van Damme Mujangi Bia, Faty (61' De Sart), Trebel (75' Lumanza), Mpoku De Camargo, Louis (78' Watt)                   | 8' Thuram 63' Trebel 76' De Sart 89' Arslanagic                       |
| 30 november 2014 18:00 Stade Maurice Dufrasne Luik            | Standard Luik                                             | 0-2                             | KV Kortrijk                                                             | Thuram Milec, Ciman, Van Damme, Andrade Louis, Trebel (60' Mujangi Bia), Lumanza (71' De Sart), Mpoku De Camargo, Watt (78' Vinícius)                  | 10' Lumanza                                                           |
| 30 november 2014 18:00 Stade Maurice Dufrasne Luik            |                                                           | 0-1 0-2                         | 46' Chevalier 58' Santini                                               | Thuram Milec, Ciman, Van Damme, Andrade Louis, Trebel (60' Mujangi Bia), Lumanza (71' De Sart), Mpoku De Camargo, Watt (78' Vinícius)                  | 10' Lumanza                                                           |
| 7 december 2014 18:00 Stade du Pays de Charleroi Charleroi    | Sporting Charleroi                                        | 0-1                             | Standard Luik                                                           | Thuram Dussaut, Arslanagic, Ciman, Van Damme Faty, Trebel, Enoh Ono (81' Andrade), De Camargo (70' Louis), Mujangi Bia (86' Lumanza)                   | 15' Arslanagic 43' Van Damme 72' Faty 88' Dussaut                     |
| 7 december 2014 18:00 Stade du Pays de Charleroi Charleroi    |                                                           | 0-1                             | 41' De Camargo                                                          | Thuram Dussaut, Arslanagic, Ciman, Van Damme Faty, Trebel, Enoh Ono (81' Andrade), De Camargo (70' Louis), Mujangi Bia (86' Lumanza)                   | 15' Arslanagic 43' Van Damme 72' Faty 88' Dussaut                     |
| 14 december 2014 14:30 Stade Maurice Dufrasne Luik            | Standard Luik                                             | 1-3                             | Club Brugge                                                             | Thuram Dussaut, Arslanagic, Ciman, Van Damme Enoh (59' Louis), Faty, Trebel Mpoku (59' Ono), De Camargo, Mujangi Bia                                   | 52' Faty                                                              |
| 14 december 2014 14:30 Stade Maurice Dufrasne Luik            | 13' Faty                                                  | 0-1 1-1 1-2 1-3                 | 30' Refaelov 35' Meunier 82' Vormer                                     | Thuram Dussaut, Arslanagic, Ciman, Van Damme Enoh (59' Louis), Faty, Trebel Mpoku (59' Ono), De Camargo, Mujangi Bia                                   | 52' Faty                                                              |
| 21 december 2014 14:30 Ghelamco Arena Gent                    | AA Gent                                                   | 1-2                             | Standard Luik                                                           | Thuram Milec (86' Dussaut), Arslanagic, Ciman, Van Damme Enoh, De Sart (68' Lumanza), Trebel, Mujangi Bia Ono (81' Andrade), De Camargo                | 36' Enoh 79' De Camargo 90+5' Mujangi Bia                             |
| 21 december 2014 14:30 Ghelamco Arena Gent                    | 15' Dejaegere                                             | 0-1 1-1 1-2                     | 11' De Camargo 90+4' Mujangi Bia                                        | Thuram Milec (86' Dussaut), Arslanagic, Ciman, Van Damme Enoh, De Sart (68' Lumanza), Trebel, Mujangi Bia Ono (81' Andrade), De Camargo                | 36' Enoh 79' De Camargo 90+5' Mujangi Bia                             |
| 27 december 2014 18:00 Stade Maurice Dufrasne Luik            | Standard Luik                                             | 2-0                             | KSC Lokeren                                                             | Thuram Dussaut, Arslanagic (46' Fiore), Ciman, Van Damme Faty, De Sart (67' Ajdarevic), Trebel Ono, De Camargo (86' Vinícius), Mujangi Bia             | 45' Ciman                                                             |
| 27 december 2014 18:00 Stade Maurice Dufrasne Luik            | 25' Arslanagic 67' Ono                                    | 1-0 2-0                         |                                                                         | Thuram Dussaut, Arslanagic (46' Fiore), Ciman, Van Damme Faty, De Sart (67' Ajdarevic), Trebel Ono, De Camargo (86' Vinícius), Mujangi Bia             | 45' Ciman                                                             |
| 18 januari 2015 18:00 't Kuipje Westerlo                      | KVC Westerlo                                              | 1-1                             | Standard Luik                                                           | Thuram Milec, Arslanagic, Ciman, Andrade Faty, Trebel (77' Vinícius), De Sart (63' Ajdarević) Louis, De Camargo, Ono                                   | 38' Faty 85' Vinícius                                                 |
| 18 januari 2015 18:00 't Kuipje Westerlo                      | 14' Koffi                                                 | 1-0 1-1                         | 20' Faty                                                                | Thuram Milec, Arslanagic, Ciman, Andrade Faty, Trebel (77' Vinícius), De Sart (63' Ajdarević) Louis, De Camargo, Ono                                   | 38' Faty 85' Vinícius                                                 |
| 25 januari 2015 14:30 Stade Maurice Dufrasne Luik             | Standard Luik                                             | 2-0                             | RSC Anderlecht                                                          | Thuram Milec, Scholz, Ciman, Van Damme Carcela (86' Lumanza), Faty, Trebel, Mujangi Bia (68' Mpoku) Louis (78' Ono), De Camargo                        | 43' Louis 65' Ciman 85' Carcela                                       |
| 25 januari 2015 14:30 Stade Maurice Dufrasne Luik             | 64' Ciman 88' De Camargo                                  | 1-0 2-0                         |                                                                         | Thuram Milec, Scholz, Ciman, Van Damme Carcela (86' Lumanza), Faty, Trebel, Mujangi Bia (68' Mpoku) Louis (78' Ono), De Camargo                        | 43' Louis 65' Ciman 85' Carcela                                       |
| 1 februari 2015 20:00 Herman Vanderpoortenstadion Lier        | Lierse SK                                                 | 2-3                             | Standard Luik                                                           | Thuram Dussaut, Arslanagic, Scholz, Van Damme Carcela (59' Ono), De Sart, Faty (46' Lumanza), Mujangi Bia Louis (86' Vinícius), De Camargo             | 32' Faty                                                              |
| 1 februari 2015 20:00 Herman Vanderpoortenstadion Lier        | 49' Zizo 71' Mojsov                                       | 0-1 0-2 0-3 1-3 2-3             | 13' Louis 22' Mujangi Bia 29' Mujangi Bia                               | Thuram Dussaut, Arslanagic, Scholz, Van Damme Carcela (59' Ono), De Sart, Faty (46' Lumanza), Mujangi Bia Louis (86' Vinícius), De Camargo             | 32' Faty                                                              |
| 6 februari 2015 20:30 Stade Maurice Dufrasne Luik             | Standard Luik                                             | 3-0                             | Mouscron-Péruwelz                                                       | Thuram Milec, Arslanagic, Scholz, Andrade Carcela, De Sart (84' Faty), Trebel, Mujangi Bia (72' Hamad) Ezekiel (69' Louis), De Camargo                 |                                                                       |
| 6 februari 2015 20:30 Stade Maurice Dufrasne Luik             | 10' Carcela 21' Ezekiel 26' De Camargo                    | 1-0 2-0 3-0                     |                                                                         | Thuram Milec, Arslanagic, Scholz, Andrade Carcela, De Sart (84' Faty), Trebel, Mujangi Bia (72' Hamad) Ezekiel (69' Louis), De Camargo                 |                                                                       |
| 14 februari 2015 18:00 Regenboogstadion Waregem               | Zulte Waregem                                             | 1-1                             | Standard Luik                                                           | Thuram Milec, Arslanagic, Scholz, Van Damme Carcela, Trebel, De Sart, Mujangi Bia (74' Faty) Ezekiel (84' Hamad), Vinícius (74' Louis)                 | 42' Milec 57' Arslanagic                                              |
| 14 februari 2015 18:00 Regenboogstadion Waregem               | 86' Troisi                                                | 0-1 1-1                         | 17' Arslanagic                                                          | Thuram Milec, Arslanagic, Scholz, Van Damme Carcela, Trebel, De Sart, Mujangi Bia (74' Faty) Ezekiel (84' Hamad), Vinícius (74' Louis)                 | 42' Milec 57' Arslanagic                                              |
| 20 februari 2015 20:30 Stade Maurice Dufrasne Luik            | Standard Luik                                             | 3-2                             | Waasland-Beveren                                                        | Thuram Milec, Arslanagic, Scholz, Andrade Carcela (90' Ono), De Sart, Trebel, Mujangi Bia (73' Hamad) Ezekiel, De Camargo (73' Louis)                  | 51' Carcela 63' Arslanagic                                            |
| 20 februari 2015 20:30 Stade Maurice Dufrasne Luik            | 34' Ezekiel 83' Hamad 85' Carcela                         | 0-1 1-1 1-2 2-2 3-2             | 17' Rowell 64' Emond                                                    | Thuram Milec, Arslanagic, Scholz, Andrade Carcela (90' Ono), De Sart, Trebel, Mujangi Bia (73' Hamad) Ezekiel, De Camargo (73' Louis)                  | 51' Carcela 63' Arslanagic                                            |
| 27 februari 2015 20:30 Stade Maurice Dufrasne Luik            | Standard Luik                                             | 1-0                             | Cercle Brugge                                                           | Thuram Milec, Arslanagic (46' Faty), Scholz, Andrade Carcela, De Sart (76' Louis), Trebel, Mujangi Bia (82' Hamad) Ezekiel, De Camargo                 | 55' De Sart                                                           |
| 27 februari 2015 20:30 Stade Maurice Dufrasne Luik            | 89' Faty                                                  | 1-0                             |                                                                         | Thuram Milec, Arslanagic (46' Faty), Scholz, Andrade Carcela, De Sart (76' Louis), Trebel, Mujangi Bia (82' Hamad) Ezekiel, De Camargo                 | 55' De Sart                                                           |
| 7 maart 2015 20:00 Achter de Kazerne Mechelen                 | KV Mechelen                                               | 1-0                             | Standard Luik                                                           | Thuram Milec, Arslanagic, Scholz, Andrade Louis, Faty (81' De Sart), Trebel, Mujangi Bia (64' Carcela) Ezekiel (20' Hamad), De Camargo                 | 36' Milec 73' Faty 75' Arslanagic 90+5' Trebel                        |
| 7 maart 2015 20:00 Achter de Kazerne Mechelen                 | 38' Veselinović                                           | 1-0                             |                                                                         | Thuram Milec, Arslanagic, Scholz, Andrade Louis, Faty (81' De Sart), Trebel, Mujangi Bia (64' Carcela) Ezekiel (20' Hamad), De Camargo                 | 36' Milec 73' Faty 75' Arslanagic 90+5' Trebel                        |
| 15 maart 2015 14:30 Stade Maurice Dufrasne Luik               | Standard Luik                                             | 1-0                             | KRC Genk                                                                | Thuram Dussaut, Teixeira, Scholz, Andrade Carcela (90' Ono), Enoh, De Sart (87' Faty), Mujangi Bia Louis (81' Hamad), De Camargo                       |                                                                       |
| 15 maart 2015 14:30 Stade Maurice Dufrasne Luik               | 64' De Sart                                               | 1-0                             |                                                                         | Thuram Dussaut, Teixeira, Scholz, Andrade Carcela (90' Ono), Enoh, De Sart (87' Faty), Mujangi Bia Louis (81' Hamad), De Camargo                       |                                                                       |
| Play-off I                                                    |                                                           |                                 |                                                                         | |                                                                       |
| 6 april 2015 14:30 Jan Breydelstadion Brugge                  | Club Brugge                                               | 2-1                             | Standard Luik                                                           | Thuram Milec, Teixeira, Scholz, Andrade (74' Van Damme) Carcela, De Sart (74' Louis), Trebel, Enoh (88' Ono), Mujangi Bia De Camargo                   | 34' Scholz 82' Mujangi Bia                                            |
| 6 april 2015 14:30 Jan Breydelstadion Brugge                  | 44' Refaelov 67' Refaelov                                 | 0-1 1-1 2-1                     | 2' Trebel                                                               | Thuram Milec, Teixeira, Scholz, Andrade (74' Van Damme) Carcela, De Sart (74' Louis), Trebel, Enoh (88' Ono), Mujangi Bia De Camargo                   | 34' Scholz 82' Mujangi Bia                                            |
| 12 april 2015 18:00 Stade Maurice Dufrasne Luik               | Standard Luik                                             | 3-1                             | RSC Anderlecht                                                          | Thuram Milec, Teixeira, Scholz, Van Damme Carcela (46' Ono), Enoh, Trebel (86' Louis), Mujangi Bia Ezekiel (72' De Sart), De Camargo                   | 42' Teixeira                                                          |
| 12 april 2015 18:00 Stade Maurice Dufrasne Luik               | 21' Ezekiel 58' Ezekiel 62' Mujangi Bia                   | 1-0 2-0 3-0 3-1                 | 71' Tielemans                                                           | Thuram Milec, Teixeira, Scholz, Van Damme Carcela (46' Ono), Enoh, Trebel (86' Louis), Mujangi Bia Ezekiel (72' De Sart), De Camargo                   | 42' Teixeira                                                          |
| 17 april 2015 20:30 Stade Maurice Dufrasne Luik               | Standard Luik                                             | 1-3                             | AA Gent                                                                 | Thuram Milec, Teixeira, Scholz, Van Damme De Sart, Enoh (60' Louis), Trebel (84' Ono), Mujangi Bia (88' Faty) Ezekiel, De Camargo                      | 58' Van Damme 86' Milec 90+1' Ono                                     |
| 17 april 2015 20:30 Stade Maurice Dufrasne Luik               | 66' Mujangi Bia                                           | 0-1 0-2 1-2 1-3                 | 23' Pedersen 52' Pedersen 90+4' Tabekou                                 | Thuram Milec, Teixeira, Scholz, Van Damme De Sart, Enoh (60' Louis), Trebel (84' Ono), Mujangi Bia (88' Faty) Ezekiel, De Camargo                      | 58' Van Damme 86' Milec 90+1' Ono                                     |
| 25 april 2015 18:00 Stade du Pays de Charleroi Charleroi      | Sporting Charleroi                                        | 1-0                             | Standard Luik                                                           | Thuram Milec, Teixeira, Arslanagic, Andrade Carcela, Enoh, Trebel (79' Ono), Mujangi Bia Ezekiel, De Camargo                                           | 30' De Camargo 44' Mujangi Bia 87' Andrade                            |
| 25 april 2015 18:00 Stade du Pays de Charleroi Charleroi      | 39' Tainmont                                              | 1-0                             |                                                                         | Thuram Milec, Teixeira, Arslanagic, Andrade Carcela, Enoh, Trebel (79' Ono), Mujangi Bia Ezekiel, De Camargo                                           | 30' De Camargo 44' Mujangi Bia 87' Andrade                            |
| 28 april 2015 20:30 Guldensporenstadion Kortrijk              | KV Kortrijk                                               | 3-1                             | Standard Luik                                                           | Thuram Dussaut, Arslanagic, Scholz, Andrade Enoh (78' De Sart), Faty (55' Legear), Trebel Carcela, Ezekiel, Ono (55' De Camargo)                       | 13' Faty 29' Dussaut 82' De Sart                                      |
| 28 april 2015 20:30 Guldensporenstadion Kortrijk              | 30' Tomašević 50' Van Eenoo 75' Capon                     | 1-0 2-0 3-0 3-1                 | 80' Legear                                                              | Thuram Dussaut, Arslanagic, Scholz, Andrade Enoh (78' De Sart), Faty (55' Legear), Trebel Carcela, Ezekiel, Ono (55' De Camargo)                       | 13' Faty 29' Dussaut 82' De Sart                                      |
| 2 mei 2015 18:00 Stade Maurice Dufrasne Luik                  | Standard Luik                                             | 1-0                             | Club Brugge                                                             | Thuram Milec, Teixeira, Scholz, Van Damme Carcela (90' Ono), Enoh, Trebel, Mujangi Bia Ezekiel (90+3' Arslanagic), De Camargo                          | 44' Teixeira 85' Van Damme                                            |
| 2 mei 2015 18:00 Stade Maurice Dufrasne Luik                  | 9' Mujangi Bia                                            | 1-0                             |                                                                         | Thuram Milec, Teixeira, Scholz, Van Damme Carcela (90' Ono), Enoh, Trebel, Mujangi Bia Ezekiel (90+3' Arslanagic), De Camargo                          | 44' Teixeira 85' Van Damme                                            |
| 10 mei 2015 18:00 Stade Maurice Dufrasne Luik                 | Standard Luik                                             | 4-0                             | KV Kortrijk                                                             | Thuram Milec, Scholz, Arslanagic, Van Damme (78' Andrade) Mujangi Bia (81' Legear), Enoh (86' De Sart), Trebel, Carcela Ezekiel, De Camargo            | 41' Milec                                                             |
| 10 mei 2015 18:00 Stade Maurice Dufrasne Luik                 | 14' Mujangi Bia 52' Trebel 56' De Camargo 77' Mujangi Bia | 1-0 2-0 3-0 4-0                 |                                                                         | Thuram Milec, Scholz, Arslanagic, Van Damme (78' Andrade) Mujangi Bia (81' Legear), Enoh (86' De Sart), Trebel, Carcela Ezekiel, De Camargo            | 41' Milec                                                             |
| 17 mei 2015 18:00 Constant Vanden Stockstadion Anderlecht     | RSC Anderlecht                                            | 1-1                             | Standard Luik                                                           | Thuram Milec, Teixeira, Scholz, Van Damme Carcela, Enoh, Trebel, Mujangi Bia (71' Legear) Ezekiel, De Camargo                                          | 23' Ezekiel 83' Thuram 90+1' Ezekiel                                  |
| 17 mei 2015 18:00 Constant Vanden Stockstadion Anderlecht     | 10' Najar                                                 | 1-0 1-1                         | 23' Ezekiel                                                             | Thuram Milec, Teixeira, Scholz, Van Damme Carcela, Enoh, Trebel, Mujangi Bia (71' Legear) Ezekiel, De Camargo                                          | 23' Ezekiel 83' Thuram 90+1' Ezekiel                                  |
| 21 mei 2015 20:30 Ghelamco Arena Gent                         | AA Gent                                                   | 2-0                             | Standard Luik                                                           | Thuram Dussaut, Arslanagic, Scholz, Andrade Carcela (82' R. Mmaee), De Sart, Trebel (71' Ono), Enoh (84' Faty), Mujangi Bia De Camargo                 | 19' Arslanagic 61' Scholz                                             |
| 21 mei 2015 20:30 Ghelamco Arena Gent                         | 18' Kums 50' Neto                                         | 1-0 2-0                         |                                                                         | Thuram Dussaut, Arslanagic, Scholz, Andrade Carcela (82' R. Mmaee), De Sart, Trebel (71' Ono), Enoh (84' Faty), Mujangi Bia De Camargo                 | 19' Arslanagic 61' Scholz                                             |
| 24 mei 2015 14:30 Stade Maurice Dufrasne Luik                 | Standard Luik                                             | 2-0                             | Sporting Charleroi                                                      | Thuram Milec, Teixeira, Arslanagic, Van Damme Carcela, Enoh (88' Faty), Trebel, Mujangi Bia (89' Ono) Ezekiel, De Camargo (84' De Sart)                | 68' De Camargo 74' Van Damme                                          |
| 24 mei 2015 14:30 Stade Maurice Dufrasne Luik                 | 26' Ezekiel 79' Teixeira                                  | 1-0 2-0                         |                                                                         | Thuram Milec, Teixeira, Arslanagic, Van Damme Carcela, Enoh (88' Faty), Trebel, Mujangi Bia (89' Ono) Ezekiel, De Camargo (84' De Sart)                | 68' De Camargo 74' Van Damme                                          |

* De wedstrijd tegen Zulte Waregem, op 19 oktober 2014, werd een minuut voor het einde van de officiële speeltijd gestaakt wegens supportersrellen. De score werd achteraf omgezet in een 0-5 nederlaag en als straf moest Standard een wedstrijd zonder publiek spelen. Standard ging echter in beroep waardoor het bij een 1-2 nederlaag bleef en geen wedstrijd zonder publiek hoefde te spelen.

### Overzicht
| Speeldag  | 1 | 2 | 3 | 4 | 5 | 6 | 7  | 8  | 9  | 10 | 11 | 12 | 13 | 14 | 15 | 16 | 17 | 18 | 19 | 20 | 21 | 22 | 23 | 24 | 25 | 26 | 27 | 28 | 29 | 30 |  | 1  | 2  | 3  | 4  | 5  | 6  | 7  | 8  | 9  | 10 |
| --------- | - | - | - | - | - | - | -- | -- | -- | -- | -- | -- | -- | -- | -- | -- | -- | -- | -- | -- | -- | -- | -- | -- | -- | -- | -- | -- | -- | -- |  | -- | -- | -- | -- | -- | -- | -- | -- | -- | -- |
| Resultaat | w | w | v | v | g | g | v  | w  | g  | v  | v  | w  | w  | w  | w  | v  | v  | w  | v  | w  | w  | g  | w  | w  | w  | g  | w  | w  | v  | w  |  | v  | w  | v  | v  | v  | w  | w  | g  | v  | w  |
| Punten    | 3 | 6 | 6 | 6 | 7 | 8 | 8  | 11 | 12 | 12 | 12 | 15 | 18 | 21 | 24 | 24 | 24 | 27 | 27 | 30 | 33 | 34 | 37 | 40 | 43 | 44 | 47 | 50 | 50 | 53 |  | 27 | 30 | 30 | 30 | 30 | 33 | 36 | 37 | 37 | 40 |
| Positie   | 1 | 1 | 5 | 7 | 8 | 8 | 11 | 8  | 8  | 11 | 12 | 11 | 9  | 6  | 5  | 7  | 8  | 7  | 8  | 7  | 6  | 6  | 5  | 5  | 5  | 5  | 5  | 4  | 5  | 4  |  | 4  | 4  | 5  | 5  | 6  | 4  | 4  | 4  | 4  | 4  |

* De wedstrijd tegen Zulte Waregem, op de elfde speeldag, werd een minuut voor het einde van de officiële speeltijd gestaakt wegens supportersrellen. De score werd achteraf omgezet in een 0-5 nederlaag. Standard ging echter in beroep waardoor het bij een 1-2 nederlaag bleef en geen wedstrijd zonder publiek hoefde te spelen.

### Klassement

#### Reguliere competitie
|        |    |                    | P  | W  | G  | V  | +  | -  | DS  | Ptn |
| ------ | -- | ------------------ | -- | -- | -- | -- | -- | -- | --- | --- |
| PO I   | 1  | Club Brugge        | 30 | 17 | 10 | 3  | 69 | 28 | +41 | 61  |
| PO I   | 2  | AA Gent            | 30 | 16 | 9  | 5  | 52 | 29 | +23 | 57  |
| PO I   | 3  | RSC Anderlecht     | 30 | 16 | 9  | 5  | 51 | 30 | +21 | 57  |
| PO I   | 4  | Standard Luik      | 30 | 16 | 5  | 9  | 49 | 39 | +10 | 53  |
| PO I   | 5  | KV Kortrijk        | 30 | 16 | 3  | 11 | 55 | 36 | +19 | 51  |
| PO I   | 6  | Sporting Charleroi | 30 | 14 | 7  | 9  | 44 | 31 | +13 | 49  |
| PO II  | 7  | Racing Genk        | 30 | 13 | 10 | 7  | 38 | 28 | +10 | 49  |
| PO II  | 8  | Lokeren            | 30 | 10 | 12 | 8  | 38 | 32 | +6  | 42  |
| PO II  | 9  | KV Mechelen        | 30 | 10 | 11 | 9  | 37 | 39 | −2  | 41  |
| PO II  | 10 | KV Oostende        | 30 | 11 | 5  | 14 | 40 | 52 | −12 | 38  |
| PO II  | 11 | Westerlo           | 30 | 8  | 9  | 13 | 42 | 63 | −21 | 33  |
| PO II  | 12 | Zulte Waregem      | 30 | 8  | 7  | 15 | 41 | 54 | −13 | 31  |
| PO II  | 13 | Moeskroen-Péruwelz | 30 | 7  | 5  | 18 | 32 | 51 | −19 | 26  |
| PO II  | 14 | Waasland-Beveren   | 30 | 7  | 5  | 18 | 30 | 49 | −19 | 26  |
| PO III | 15 | Cercle Brugge      | 30 | 6  | 6  | 18 | 21 | 45 | −24 | 24  |
| PO III | 16 | Lierse             | 30 | 5  | 7  | 18 | 30 | 63 | −33 | 22  |

#### Play-off I
|           | #  | Club               | GS | W | G | V | DV | DT | DS  | PTN |
| --------- | -- | ------------------ | -- | - | - | - | -- | -- | --- | --- |
| K         | 1. | AA Gent            | 10 | 6 | 2 | 2 | 18 | 11 | +8  | 49  |
| CL        | 2. | Club Brugge        | 10 | 5 | 1 | 4 | 16 | 16 | 0   | 47  |
| EL        | 3. | RSC Anderlecht     | 10 | 5 | 2 | 3 | 18 | 13 | +5  | 46  |
| EL        | 4. | Standard Luik      | 10 | 4 | 1 | 5 | 14 | 13 | +1  | 40  |
| (barrage) | 5. | Sporting Charleroi | 10 | 3 | 2 | 5 | 13 | 15 | −2  | 36  |
|           | 6. | KV Kortrijk        | 10 | 2 | 2 | 6 | 11 | 22 | −11 | 34  |

## Beker van België

### Wedstrijden
| Beker van België                                                    |                |                     |                                        | |         |
| Wedstrijddetails                                                    | Thuisploeg     | Uitslag             | Uitploeg                               | Opstelling | Kaarten |
| 1/16 finale                                                         |                |                     |                                        | |         |
| 24 september 2014 20:30 Gemeentelijk Sportcentrum Heist-op-den-Berg | KSK Heist (II) | 0-3                 | Standard Luik                          | Thuram Milec, Arslanagic, Teixeira, Andrade Viera, Faty, Trebel (66' Lumanza), Ono Watt (74' Jaadi), De Camargo (62' Vinícius)         |         |
| 24 september 2014 20:30 Gemeentelijk Sportcentrum Heist-op-den-Berg |                | 0-1 0-2 0-3         | 34' Watt 45' Trebel 86' Ono            | Thuram Milec, Arslanagic, Teixeira, Andrade Viera, Faty, Trebel (66' Lumanza), Ono Watt (74' Jaadi), De Camargo (62' Vinícius)         |         |
| 1/8 finale                                                          |                |                     |                                        | |         |
| 3 december 2014 20:30 Stade Maurice Dufrasne Luik                   | Standard Luik  | 1-4                 | KSC Lokeren                            | Kawashima Milec, Ciman, Van Damme, Andrade Ono (65' Mujangi Bia), Enoh, De Sart (71' Lumanza), Trebel (84' Vinícius) Louis, De Camargo |         |
| 3 december 2014 20:30 Stade Maurice Dufrasne Luik                   | 63' Trebel     | 0-1 1-1 1-2 1-3 1-4 | 15' Dutra 66' Patosi 78' Leye 89' Leye | Kawashima Milec, Ciman, Van Damme, Andrade Ono (65' Mujangi Bia), Enoh, De Sart (71' Lumanza), Trebel (84' Vinícius) Louis, De Camargo |         |

## Europees

### Wedstrijden
| UEFA Champions League                                       |                                 |                 |                                    | |                                                                  |
| Wedstrijddetails                                            | Thuisploeg                      | Uitslag         | Uitploeg                           | Opstelling | Kaarten                                                          |
| Derde voorronde                                             |                                 |                 |                                    | |                                                                  |
| 29 juli 2014 20:00 Stade Maurice Dufrasne Luik              | Standard Luik                   | 0-0             | Panathinaikos                      | Kawashima Stam (88' Milec), Teixeira, Arslanagic, Van Damme Mujangi Bia (82' Mbombo), Ciman (61' Mpoku), Marquet, Carcela Ezekiel, De Camargo  | 28' Mujangi Bia 41' Van Damme 50' Ciman 74' Teixeira 82' Carcela |
| 29 juli 2014 20:00 Stade Maurice Dufrasne Luik              |                                 |                 |                                    | Kawashima Stam (88' Milec), Teixeira, Arslanagic, Van Damme Mujangi Bia (82' Mbombo), Ciman (61' Mpoku), Marquet, Carcela Ezekiel, De Camargo  | 28' Mujangi Bia 41' Van Damme 50' Ciman 74' Teixeira 82' Carcela |
| 5 augustus 2014 20:00 Apostolos Nikolaidisstadion Athene    | Panathinaikos                   | 1-2             | Standard Luik                      | Kawashima Stam, Teixeira, Arslanagic, Van Damme Mujangi Bia (19' Mpoku), Ciman, Lumanza, Carcela (54' Watt) Mbombo (71' Ajdarevic), De Camargo | 56' Watt 59' Ciman                                               |
| 5 augustus 2014 20:00 Apostolos Nikolaidisstadion Athene    | 17' Arslanagic (own)            | 1-0 1-1 1-2     | 36' Mbombo 41' Mpoku               | Kawashima Stam, Teixeira, Arslanagic, Van Damme Mujangi Bia (19' Mpoku), Ciman, Lumanza, Carcela (54' Watt) Mbombo (71' Ajdarevic), De Camargo | 56' Watt 59' Ciman                                               |
| Play-offs                                                   |                                 |                 |                                    | |                                                                  |
| 19 augustus 2014 20:45 Stade Maurice Dufrasne Luik          | Standard Luik                   | 0-1             | Zenit Sint-Petersburg              | Kawashima Ciman, Teixeira, Arslanagic, Van Damme Louis, Faty, Lumanza (71' Mbombo), Mpoku Watt (65' Mujangi Bia), De Camargo                   | 20' Mpoku 26' Van Damme 88' Faty                                 |
| 19 augustus 2014 20:45 Stade Maurice Dufrasne Luik          |                                 | 0-1             | 16' Shatov                         | Kawashima Ciman, Teixeira, Arslanagic, Van Damme Louis, Faty, Lumanza (71' Mbombo), Mpoku Watt (65' Mujangi Bia), De Camargo                   | 20' Mpoku 26' Van Damme 88' Faty                                 |
| 26 augustus 2014 18:00 Petrovski Sint-Petersburg            | Zenit Sint-Petersburg           | 3-0             | Standard Luik                      | Kawashima Ciman, Teixeira, Faty, Van Damme Mujangi Bia (59' Mbombo), Louis (69' Ajdarevic), Trebel, Mpoku Watt (58' Ono), De Camargo           | 12' De Camargo 53' Van Damme 62' Ciman 89' Faty                  |
| 26 augustus 2014 18:00 Petrovski Sint-Petersburg            | 30' Rondón 54' Hulk 58' Hulk    | 1-0 2-0 3-0     |                                    | Kawashima Ciman, Teixeira, Faty, Van Damme Mujangi Bia (59' Mbombo), Louis (69' Ajdarevic), Trebel, Mpoku Watt (58' Ono), De Camargo           | 12' De Camargo 53' Van Damme 62' Ciman 89' Faty                  |
| UEFA Europa League                                          |                                 |                 |                                    | |                                                                  |
| Wedstrijddetails                                            | Thuisploeg                      | Uitslag         | Uitploeg                           | Opstelling | Kaarten                                                          |
| Groepsfase                                                  |                                 |                 |                                    | |                                                                  |
| 18 september 2014 21:05 Stade Maurice Dufrasne Luik         | Standard Luik                   | 2-0             | HNK Rijeka                         | Kawashima Milec, Ciman, Teixeira, Van Damme Mujangi Bia (16' Mpoku), De Sart, Trebel, Carcela (56' Viera) Louis (84' Vinícius), De Camargo     | 53' De Sart 70' Mpoku 86' Vinícius                               |
| 18 september 2014 21:05 Stade Maurice Dufrasne Luik         | 74' Ciman 87' Vinícius          | 1-0 2-0         |                                    | Kawashima Milec, Ciman, Teixeira, Van Damme Mujangi Bia (16' Mpoku), De Sart, Trebel, Carcela (56' Viera) Louis (84' Vinícius), De Camargo     | 53' De Sart 70' Mpoku 86' Vinícius                               |
| 2 oktober 2014 19:00 De Kuip Rotterdam                      | Feyenoord                       | 2-1             | Standard Luik                      | Kawashima Milec, Arslanagic, Ciman, Van Damme Mpoku, Faty, Trebel (90' De Camargo), Viera (79' Ono) Vinícius (71' Watt), Louis                 | 39' Mpoku 88' Van Damme                                          |
| 2 oktober 2014 19:00 De Kuip Rotterdam                      | 48' Van Beek 85' Manu           | 1-0 1-1 2-1     | 66' Viera                          | Kawashima Milec, Arslanagic, Ciman, Van Damme Mpoku, Faty, Trebel (90' De Camargo), Viera (79' Ono) Vinícius (71' Watt), Louis                 | 39' Mpoku 88' Van Damme                                          |
| 23 oktober 2014 19:00 Stade Maurice Dufrasne Luik           | Standard Luik                   | 0-0             | Sevilla FC                         | Thuram Milec, Teixeira, Ciman, Van Damme Mpoku, Enoh (68' Louis), Faty, Trebel, Mujangi Bia (80' Viera) De Camargo (90+1' Vinícius)            | 17' Mujangi Bia 50' Trebel                                       |
| 23 oktober 2014 19:00 Stade Maurice Dufrasne Luik           |                                 |                 |                                    | Thuram Milec, Teixeira, Ciman, Van Damme Mpoku, Enoh (68' Louis), Faty, Trebel, Mujangi Bia (80' Viera) De Camargo (90+1' Vinícius)            | 17' Mujangi Bia 50' Trebel                                       |
| 6 november 2014 21:05 Estadio Ramón Sánchez Pizjuán Sevilla | Sevilla FC                      | 3-1             | Standard Luik                      | Thuram Milec, Ciman, Arslanagic, Andrade Mpoku, Trebel (82' Lumanza), Enoh, Van Damme (63' Mujangi Bia) De Camargo, Louis (67' Watt)           | 45' Trebel 49' Ciman 77' Enoh 84' Arslanagic                     |
| 6 november 2014 21:05 Estadio Ramón Sánchez Pizjuán Sevilla | 18' Gameiro 41' Reyes 90' Bacca | 1-0 1-1 2-1 3-1 | 32' Mpoku                          | Thuram Milec, Ciman, Arslanagic, Andrade Mpoku, Trebel (82' Lumanza), Enoh, Van Damme (63' Mujangi Bia) De Camargo, Louis (67' Watt)           | 45' Trebel 49' Ciman 77' Enoh 84' Arslanagic                     |
| 27 november 2014 19:00 Stadion Kantrida Rijeka              | HNK Rijeka                      | 2-0             | Standard Luik                      | Thuram Milec, Arslanagic, Ciman, Van Damme Mpoku, Trebel, De Sart, Mujangi Bia (68' Ono) De Camargo (46' Lumanza), Vinícius (59' Watt)         | 33' Arslanagic 82' De Sart                                       |
| 27 november 2014 19:00 Stadion Kantrida Rijeka              | 25' Moisés 34' Kramarić         | 1-0 2-0         |                                    | Thuram Milec, Arslanagic, Ciman, Van Damme Mpoku, Trebel, De Sart, Mujangi Bia (68' Ono) De Camargo (46' Lumanza), Vinícius (59' Watt)         | 33' Arslanagic 82' De Sart                                       |
| 11 december 2014 21:05 Stade Maurice Dufrasne Luik          | Standard Luik                   | 0-3             | Feyenoord                          | Kawashima Stam, Ciman, Fiore, Andrade Faty (62' De Sart), Lumanza, Louis Mujangi Bia (62' De Camargo), Watt, Ono (74' Milosevic)               | 52' Fiore                                                        |
| 11 december 2014 21:05 Stade Maurice Dufrasne Luik          |                                 | 0-1 0-2 0-3     | 17' Toornstra 61' Boëtius 89' Manu | Kawashima Stam, Ciman, Fiore, Andrade Faty (62' De Sart), Lumanza, Louis Mujangi Bia (62' De Camargo), Watt, Ono (74' Milosevic)               | 52' Fiore                                                        |

### Groepsfase Europa League
| Groep G | Groep G       | Groep G | Groep G | Groep G | Groep G | Groep G | Groep G | Groep G | Groep G |
|         |               | P       | W       | G       | V       | +       | -       | DS      | Ptn     |
| ------- | ------------- | ------- | ------- | ------- | ------- | ------- | ------- | ------- | ------- |
| 1.      | Feyenoord     | 6       | 4       | 0       | 2       | 10      | 6       | +4      | 12      |
| 2.      | Sevilla       | 6       | 3       | 2       | 1       | 8       | 5       | +3      | 11      |
| 3.      | HNK Rijeka    | 6       | 2       | 1       | 3       | 7       | 8       | −1      | 7       |
| 4.      | Standard Luik | 6       | 1       | 1       | 4       | 4       | 10      | −6      | 4       |

## Statistieken
| Nr. | Naam                 | Eerste klasse | Eerste klasse | Beker van België | Beker van België | Champions League | Champions League | Europa League | Europa League | Totaal | Totaal |
| Nr. | Naam                 | Wed           | Goals         | Wed              | Goals            | Wed              | Goals            | Wed           | Goals         | Wed    | Goals  |
| --- | -------------------- | ------------- | ------------- | ---------------- | ---------------- | ---------------- | ---------------- | ------------- | ------------- | ------ | ------ |
| 1.  | Eiji Kawashima       | 11            | 0             | 1                | 0                | 4                | 0                | 3             | 0             | 19     | 0      |
| 3.  | Corentin Fiore       | 1             | 0             | 0                | 0                | 0                | 0                | 1             | 0             | 2      | 0      |
| 4.  | Ricardo Faty         | 25            | 3             | 1                | 0                | 2                | 0                | 3             | 0             | 31     | 3      |
| 5.  | Jorge Teixeira       | 18            | 3             | 1                | 0                | 4                | 0                | 2             | 0             | 25     | 3      |
| 6.  | Laurent Ciman        | 22            | 1             | 1                | 0                | 4                | 0                | 6             | 1             | 33     | 2      |
| 8.  | Ronnie Stam          | 2             | 0             | 0                | 0                | 2                | 0                | 1             | 0             | 5      | 0      |
| 9.  | Vinícius             | 9             | 0             | 2                | 0                | 0                | 0                | 4             | 1             | 15     | 1      |
| 10. | Igor de Camargo      | 35            | 11            | 2                | 0                | 4                | 0                | 6             | 0             | 47     | 11     |
| 11. | Jonathan Viera       | 3             | 0             | 1                | 0                | 0                | 0                | 3             | 1             | 7      | 1      |
| 11. | Jiloan Hamad         | 6             | 1             | 0                | 0                | 0                | 0                | 0             | 0             | 6      | 1      |
| 13. | Alexander Scholz     | 14            | 0             | 0                | 0                | 0                | 0                | 0             | 0             | 14     | 0      |
| 14. | Yuji Ono             | 22            | 1             | 2                | 1                | 1                | 0                | 3             | 0             | 28     | 2      |
| 15. | Julien De Sart       | 25            | 1             | 1                | 0                | 0                | 0                | 3             | 0             | 29     | 1      |
| 16. | Yohann Thuram        | 29            | 0             | 1                | 0                | 0                | 0                | 3             | 0             | 33     | 0      |
| 18. | Yanis Mbombo         | 4             | 1             | 0                | 0                | 4                | 1                | 0             | 0             | 8      | 2      |
| 19. | Damien Dussaut       | 7             | 0             | 0                | 0                | 0                | 0                | 0             | 0             | 7      | 0      |
| 20. | Ali Yasar            | 1             | 0             | 0                | 0                | 0                | 0                | 0             | 0             | 1      | 0      |
| 21. | Eyong Enoh           | 16            | 0             | 1                | 0                | 0                | 0                | 2             | 0             | 19     | 0      |
| 23. | Adrien Trebel        | 30            | 2             | 2                | 2                | 1                | 0                | 5             | 0             | 38     | 4      |
| 25. | Jeff Louis           | 26            | 2             | 1                | 0                | 2                | 0                | 5             | 0             | 34     | 2      |
| 27. | Darwin Andrade       | 19            | 0             | 2                | 0                | 0                | 0                | 2             | 0             | 23     | 0      |
| 29. | Lucas Pirard         | 0             | 0             | 0                | 0                | 0                | 0                | 0             | 0             | 0      | 0      |
| 30. | Samy Mmaee           | 3             | 0             | 0                | 0                | 0                | 0                | 0             | 0             | 3      | 0      |
| 30. | Jonathan Legear      | 3             | 1             | 0                | 0                | 0                | 0                | 0             | 0             | 3      | 1      |
| 32. | Tony Watt            | 13            | 2             | 1                | 1                | 3                | 0                | 4             | 0             | 21     | 3      |
| 33. | Mehdi Carcela        | 18            | 3             | 0                | 0                | 2                | 0                | 1             | 0             | 21     | 3      |
| 36. | Dino Arslanagic      | 26            | 2             | 1                | 0                | 3                | 0                | 3             | 0             | 33     | 2      |
| 37. | Jelle Van Damme      | 24            | 2             | 1                | 0                | 4                | 0                | 5             | 0             | 34     | 2      |
| 39. | Imoh Ezekiel         | 13            | 6             | 0                | 0                | 1                | 0                | 0             | 0             | 14     | 6      |
| 40. | Paul-José Mpoku      | 18            | 5             | 0                | 0                | 4                | 1                | 5             | 1             | 27     | 7      |
| 42. | Astrit Ajdarević     | 6             | 1             | 0                | 0                | 2                | 0                | 0             | 0             | 8      | 1      |
| 45. | François Marquet     | 3             | 0             | 0                | 0                | 1                | 0                | 0             | 0             | 4      | 0      |
| 48. | Reda Jaadi           | 0             | 0             | 1                | 0                | 0                | 0                | 0             | 0             | 1      | 0      |
| 53. | Deni Milošević       | 2             | 0             | 0                | 0                | 0                | 0                | 1             | 0             | 3      | 0      |
| 63. | Geoffrey Mujangi Bia | 32            | 11            | 1                | 0                | 4                | 0                | 5             | 0             | 42     | 11     |
| 66. | Martin Milec         | 26            | 0             | 2                | 0                | 1                | 0                | 5             | 0             | 34     | 0      |
| 67. | Tortol Lumanza       | 13            | 0             | 2                | 0                | 2                | 0                | 3             | 0             | 20     | 0      |
| 97. | Ryan Mmaee           | 1             | 0             | 0                | 0                | 0                | 0                | 0             | 0             | 1      | 0      |

## Afbeeldingen

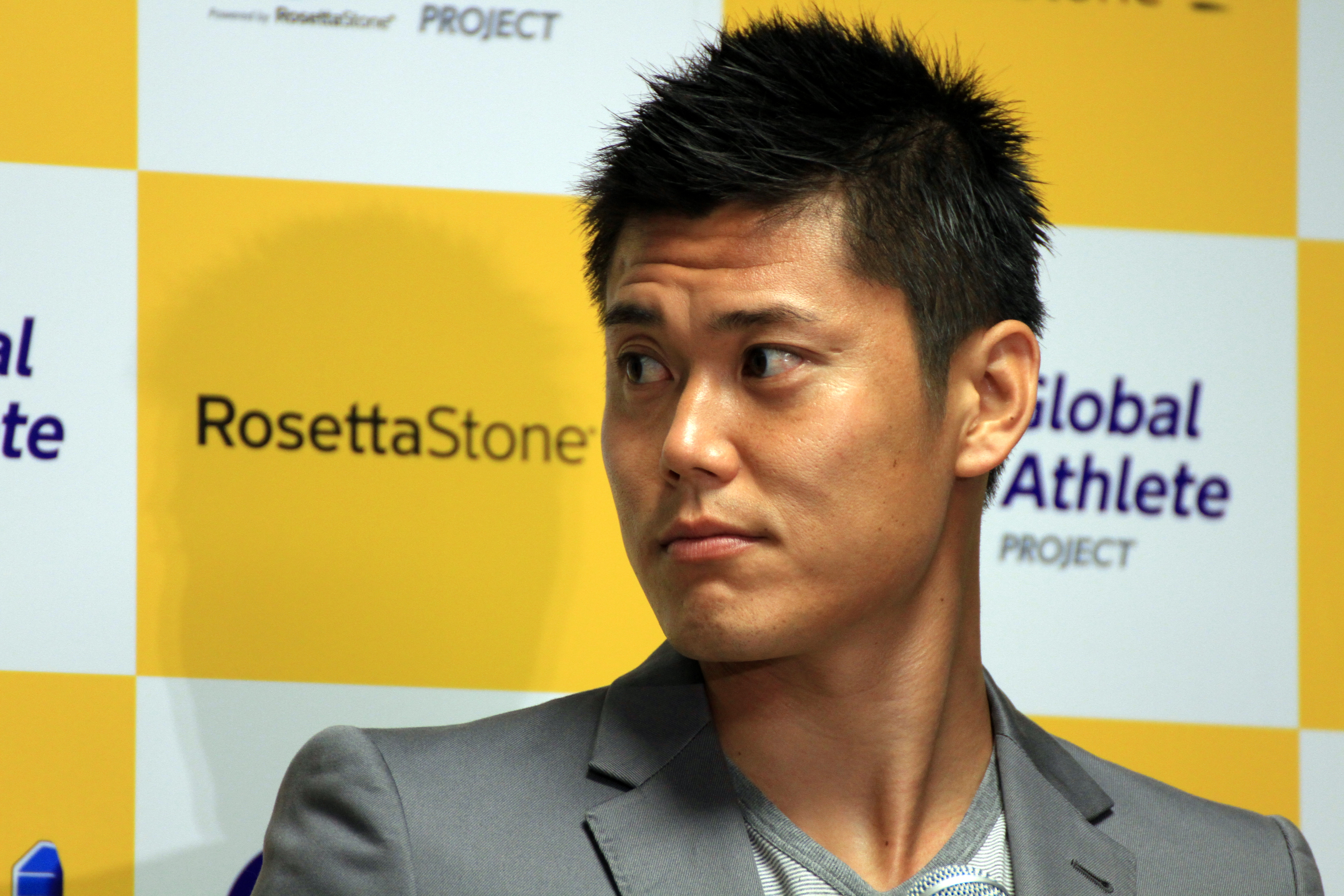
Eiji Kawashima (doelman)
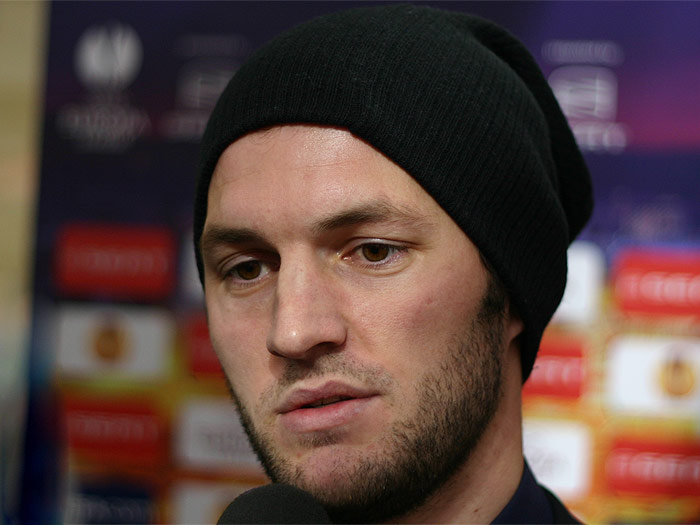
Jelle Van Damme (verdediger)
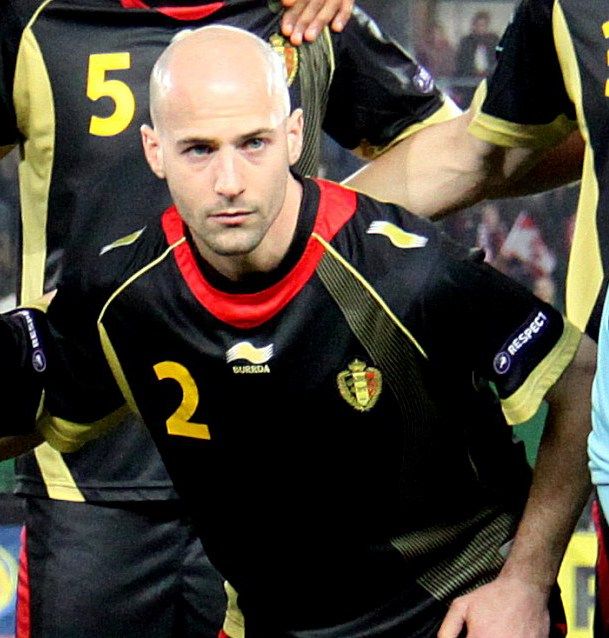
Laurent Ciman (verdediger)
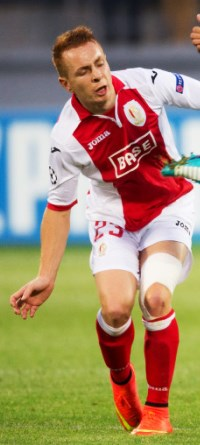
Adrien Trebel (middenvelder)
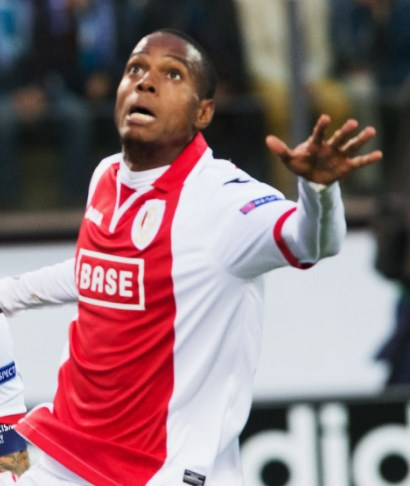
Ricardo Faty (middenvelder)
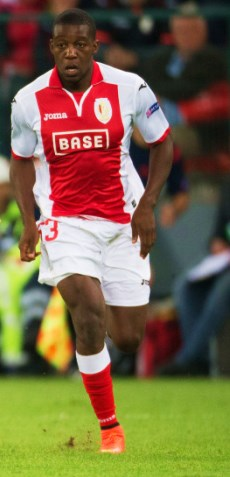
Geoffrey Mujangi Bia (middenvelder)
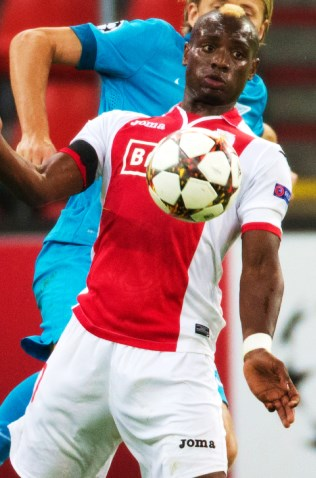
Paul-José Mpoku (middenvelder)
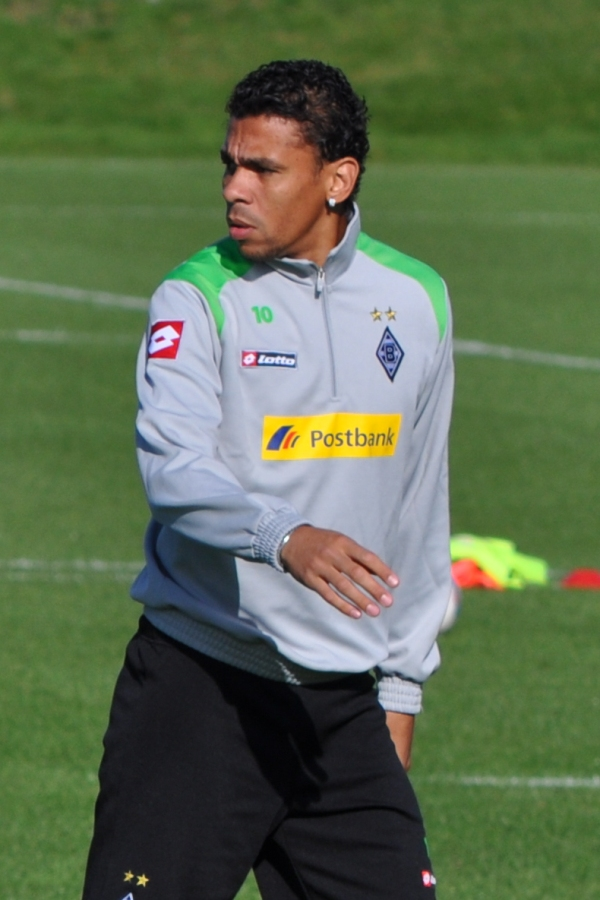
Igor De Camargo (aanvaller)